# Final de la Copa Mundial de Rugby de 1999
La Final de la Copa Mundial de Rugby de 1999 fue un partido de rugby que se jugó el sábado 6 de noviembre de 1999 en el Estadio del Milenio de Cardiff, Gales. La jugaron Francia y Australia ante 72.500 espectadores.
Fue la primera final de la era profesional. Los Wallabies ganaron 35–12 y obtuvieron su segundo mundial, siendo el primer equipo en hacerlo.

## Ceremonia

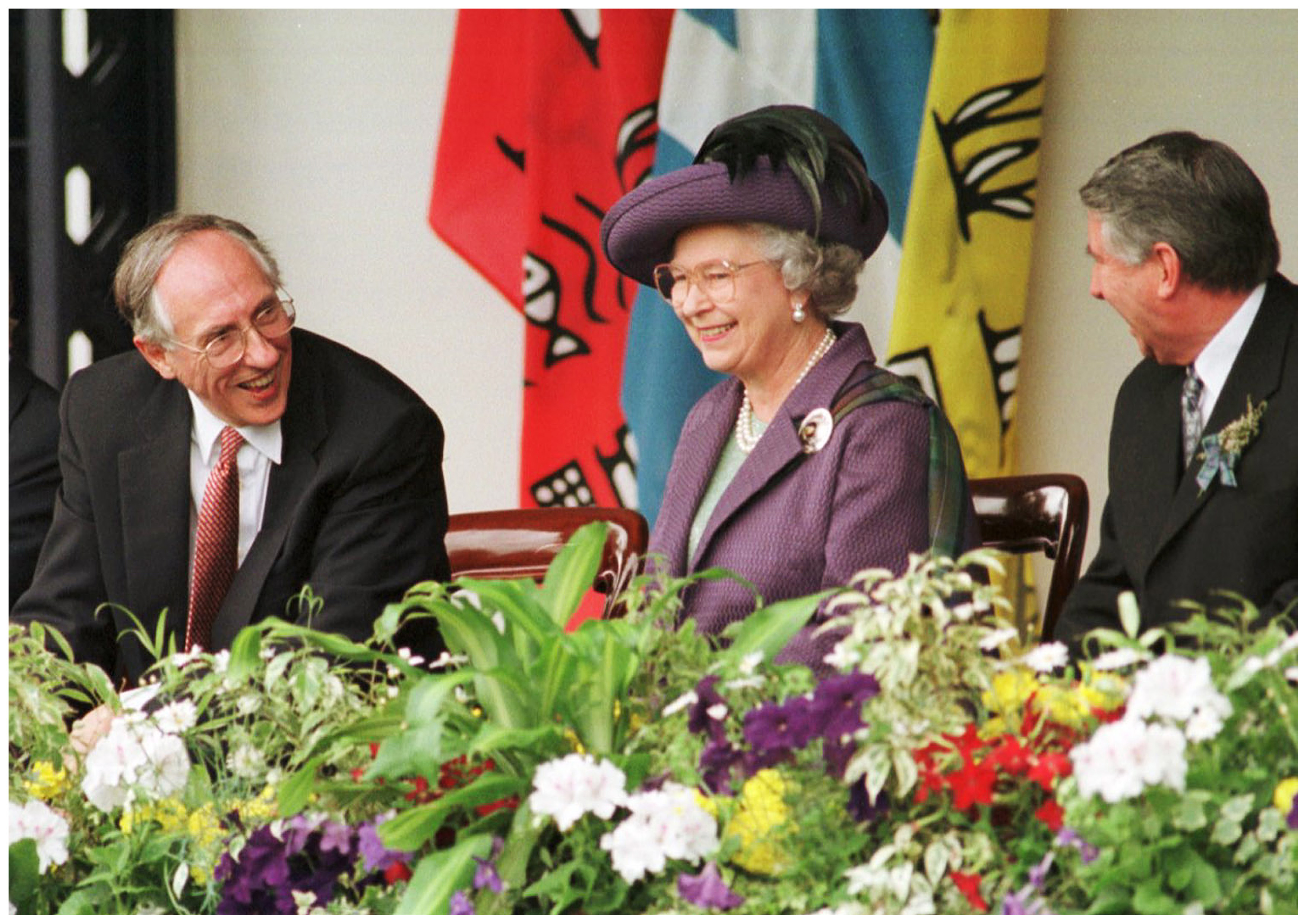
La reina Isabel II en 1999.

Fue la última vez, luego de Inglaterra 1991, que la reina Isabel II del Reino Unido presenció una final de la Copa del Mundo y entregó la Copa Webb Ellis. 16 Años después en Inglaterra 2015, ocupó su lugar el príncipe Enrique de Sussex.
Francois Pienaar campeón reinante hasta ese momento, como excapitán de los Springboks; ingresó para depositar la copa. Fue la primera vez que se realizó.

## Camino a la final
El partido final cruzó a Les Bleus que llegaron de sorpresa y a los australianos que se hicieron favoritos en la fase final.

### Francia
Les Bleus llegaron sin ser favoritos y con su, hoy considerada, mejor generación de backs.
Ganaron el grupo C contra selecciones de segundo nivel. En cuartos vencieron a los Pumas (que habían llegado por primera vez) y en semifinales a los All Blacks siendo no favoritos, este fue el mejor partido del mundial y Francia mostró su mayor nivel.

### Australia
Los Wallabies contaron con su mejor generación histórica de forwards: John Eales (capitán), Owen Finegan, Phil Kearns y David Wilson. Tim Horan fue elegido mejor jugador del Mundial.
Solo concedieron un try durante todo el campeonato (Estados Unidos). Ganaron el grupo E venciendo al XV del Trébol, derrotaron a Gales (anfitrión) en cuartos y triunfaron sobre los Springboks en semifinales; fue su partido más difícil y se decidió en tiempo extra.

## Detalles del partido
| 6 de noviembre de 1999 | Francia                                | 12 – 35 | Australia | Estadio del Milenio, Cardiff,                            |                                                          |
|                        | Penales Lamaison (4) 2', 12', 52', 60' | Reporte | Tries 66' Tune 86' Finegan Conversiones 67', 87' (2) Burke Penales 4', 15', 25', 40', 46', 58', 64' (7) Burke | Asistencia: 72.500 espectadores Árbitro(s): André Watson | Asistencia: 72.500 espectadores Árbitro(s): André Watson |

|  |  |

| FB                 | 15 | Xavier Garbajosa 68'     |
| WG                 | 14 | Philippe Bernat-Salles   |
| CT                 | 13 | Richard Dourthe 75'      |
| CT                 | 12 | Émile Ntamack            |
| WG                 | 11 | Christophe Dominici      |
| AP                 | 10 | Christophe Lamaison      |
| MS                 | 9  | Fabien Galthié 78'       |
| N8                 | 8  | Christophe Juillet 41'   |
| AL                 | 7  | Olivier Magne            |
| AL                 | 6  | Marc Lièvremont 68'      |
| SL                 | 5  | Fabien Pelous            |
| SL                 | 4  | Abdelatif Benazzi        |
| PL                 | 3  | Franck Tournaire         |
| HK                 | 2  | Raphaël Ibáñez 80'       |
| PL                 | 1  | Cédric Soulette 47'      |
| Sustituciones:     |    |                          |
| FB                 | 16 | Ugo Mola 68'             |
| AP                 | 17 | Stéphane Glas 75'        |
| MS                 | 18 | Stéphane Castaignède 78' |
| AL                 | 19 | Arnaud Costes 68'        |
| SL                 | 20 | Olivier Brouzet 41'      |
| PL                 | 21 | Pieter de Villiers 47'   |
| HK                 | 22 | Marc Dal Maso 80'        |
| Entrenador:        |    |                          |
| Jean-Claude Skrela |    |                          |

| FB             | 15 | Matt Burke         |
| WG             | 14 | Ben Tune           |
| CT             | 13 | Daniel Herbert 46' |
| CT             | 12 | Tim Horan 79'      |
| WG             | 11 | Joe Roff           |
| AP             | 10 | Stephen Larkham    |
| MS             | 9  | George Gregan 79'  |
| N8             | 8  | Toutai Kefu        |
| AL             | 7  | David Wilson       |
| AL             | 6  | Matt Cockbain 55'  |
| SL             | 5  | John Eales         |
| SL             | 4  | David Giffin       |
| PL             | 3  | Andrew Blades      |
| HK             | 2  | Michael Foley 76'  |
| PL             | 1  | Richard Harry      |
| Sustituciones: |    |                    |
| CT             | 16 | Nathan Grey 79'    |
| CT             | 17 | Jason Little 46'   |
| MS             | 18 | Chris Whitaker 79' |
| AL             | 19 | Owen Finegan 55'   |
| SL             | 20 | Mark Connors       |
| PL             | 21 | Dan Crowley        |
| HK             | 22 | Jeremy Paul 76'    |
| Entrenador:    |    |                    |
| Rod Macqueen   |    |                    |